# Franciszek Salezy Potocki (1877–1949)
Franciszek Salezy Potocki h. Pilawa (ur. 14 czerwca 1877 w Peczerze, zm. 17 października 1949 w Krakowie) – hrabia, II i ostatni Ordynat teplicki, właściciel dóbr Sitkowce, dziennikarz, polityk konserwatywny, działacz społeczny.

## Życiorys
Syn Konstantego Józefa i Zofii Janiny z hr. Potockich. Ukończył Cesarskie Liceum Aleksandrowskie w Petersburgu.
Współzałożył wraz z Feliksem Konecznym (redaktorem) pismo „Świat Słowiański” (1904). Jego listy z Petersburga z 1906 były publikowane w „Czasie” w charakterze korespondencji politycznych. W 1918 wraz z rodziną wyjechał do Polski. Do listopada 1918 pracował w Centralnym Komitecie Obywatelskim na Ukrainie, powołanym do opieki nad Polakami.
Po powrocie osiadł w Krakowie. Współpracował z „Czasem”, zasłużył się przy powołaniu Polskiej Agencji Publicystycznej. Pisywał do jej biuletynów, do „Przegladu Katolickiego” i „Czasu”. Należał do Stronnictwa Prawicy Narodowej. Po zamachu majowym nie od razu, w grudniu 1927 zadeklarował współpracę z Bezpartyjnym Blokiem Współpracy z Rządem. W październiku 1928 został szefem Departamentu Wyznań w Ministerstwie Wyznań Religijnych i Oświecenia Publicznego.
W 1930 reprezentował rząd w rozmowach z Autokefalicznym Kościołem Prawosławnym w Polsce. Dążył do związania Cerkwi a przede wszystkim kleru prawosławnego z państwem. Stworzył wydział teologii prawosławnej na Uniwersytecie Warszawskiem, był inicjatorem transmisji nabożeństw prawosławnych w Polskim Radiu (opracował projekt dekretu równouprawnienia wyznań w Polskim Radiu). Ministerstwo Spraw Wewnętrznych i Ministerstwo Spraw Wojskowych prowadziły jednak własną politykę wobec prawosławia, latem 1938 wyburzono na Lubelszczyźnie 114 cerkwi, próbowano administracyjnie nawracać na katolicyzm. Prowadził również pertraktacje z Kościołem katolickim w sprawie skonfiskowanych dóbr pounickich, dopiero za prymasa Hlonda udało się dojść do porozumienia. Rozpoczął również rokowania z kościołem ewangelicko-augsburskim, które miały uregulować stosunek tego kościoła do państwa; złożył dymisję we wrześniu 1938.
Był bardzo zainteresowany spirytyzmem, napisał broszurę W wirze ezoteryzmu.
Ożenił się 16 czerwca 1903 r. w Ołyce z Małgorzatą Radziwiłł, córką Ferdynanda Fryderyka.

## Ordery i odznaczenia
- Krzyż Komandorski Orderu Odrodzenia Polski[2]
- Wielki Oficer Orderu Gwiazdy Rumunii (Rumunia)[2]
- Krzyż Komandorski Orderu Legii Honorowej (Francja)[2]
- Krzyż „Pro Fide et Ecclesia in Russia Merito”